# چاپلوسی
چاپلوسی (به انگلیسی: Flattery) (در زبان هندی:चापलूसी करना (/cāpalūsī karanā/)) به همان معنای مصطلح در ایران: تملق، تملق‌گویی، یک واژهٔ هندی است که ریشهٔ سانسکریت دارد و در محاورات هند امروز، مشتقات فراوانی از این کلمه مورد استفاده است.

## تاریخچه ورود به زبان فارسی
بنا بر مدارک، قدیمی‌ترین منبعی که این لغت را در زبان فارسی ضبط کرده، لغت فرس اسدی در ۷۲۱ هجری است.
چاپلوسی به‌معنای مدح و ثنای کسی به‌منظور جلب توجه یا دریافت چیزی است و یکی از رذایل به‌شمار می‌رود.

## معنا و مفهوم چاپلوسی
عبدالرحمان بن اسحاق جوهری در صحاح می‌گوید: «رجلٌ مُلِق»؛ یعنی چیزی را می‌گوید که قلباً به آن اعتقاد ندارد.

## پاچه‌خاری
پاچه‌خاری اصطلاحی ابداعی و مودبانه‌شده‌ است که برای چاپلوسی بیش از حد به‌کار برده شده و نوع خاصی از توسل به احساسات است. پاچه‌خار نوعی توهین محسوب می‌شود.
در مجموعه تلویزیونی پاورچین و شبهای برره ساختهٔ مهران مدیری این واژه به صورت اغراق‌آمیز استفاده شده و در گویش کنونی زبان فارسی ماندگار شد.